# 藤崎聖人
藤崎聖人（日语：ふじさき まさと，1976年9月19日—），日本男性漫畫家，血型O型，另一個筆名為藤崎了士。

## 作品

### 長篇作品
- 變蟲人（バグ）コミックGOTTA（日语：コミックGOTTA），2000年3月號 - 2001年7月號，小週刊少年館，全3卷 長鴻出版社發行）
- 《野性之聲》（ワイルドライフ） 週刊少年サンデー，2003年2號 - 2008年8號，小學館，全27卷
- 《美咲 No.1》（Big Comic Spirits，2008年27號 - 2008年36・37合併號，小學館，全1卷）
- 第九征空騎兵師團（日语：第九征空騎兵師團）（以藤崎了士名義發行的作品，協力：清水としみつ（日语：清水としみつ），機械設定：藤岡建機，週刊少年Magazine2009年20號 - 2009年52號，講談社 東立出版社發行）
- （別冊快樂快樂月刊增刊 コロコロG2010年夏號，小學館）
- （原作：大澤在昌，週刊少年SunDay 超 2010年10月號 - 連載中，小學館）

### 短篇作品
-  月之海（週刊少年magazine，1998年48號，49號，講談社）
- （詩：三代目魚武濱田成夫，週刊少年，Sunday2002年24號，25號，小學館）
- （週刊少年サンデー超，2004年9月25日號，小學館）
- （週刊少年Sunday超，2005年1月25日號，小學館）
- （GAKUMANplus，2010年7月號，小學館）